# 瓦爾扎扎特省

30°59′N 6°54′W / 30.983°N 6.900°W
瓦爾扎扎特省（阿拉伯语：‎）是摩洛哥的省份，位於該國東北部，由德拉-塔菲拉勒特大區負責管轄，首府設於瓦爾扎扎特，面積19,464平方公里，2014年人口297,502，人口密度每平方公里15人。